# Cubillas de los Oteros
Cubillas de los Oteros è un comune spagnolo di 211 abitanti situato nella comunità autonoma di Castiglia e León.
Si trova a circa 37 km dal capoluogo regionale, la città di León e a 10 km dal centro turistico di Valencia de Don Juan, nella comarca di "Tierra de Campos".
Il comune comprende anche il centro abitato di Gigosos de los Oteros.
L'insediamento è attestato nel X secolo con il nome di Covellas. Vi si trova una chiesa parrocchiale che conserva un'immagine di San Pietro datata al XIII secolo.
L'economia è basata sull'agricoltura, in particolare la coltivazione della vite e la produzione di vino. Il centro è collegato per mezzo della strada LE-523 alle autostrade A-231 (León-Burgos) e N-601 (León-Valladolid-Ávila).
Nella tradizione locale sono festeggiati in particolare santo Stefano (26 dicembre) e di san Pietro (29 giugno). L'Epifania si festeggia con una "cavalcata dei Re" lungo le vie del paese.